# Господи, услыши молитву мою
«Го́споди, услы́ши моли́тву мою» — российский телевизионный художественный фильм Натальи Бондарчук (существует также двухсерийный телевариант под названием «Просите и будет вам»). Снят по мотивам рассказа Н. С. Лескова «Зверь» и «Житиям Преподобного Сергия Радонежского». Особый акцент в фильме сделан на религиозности и вере.

## Сюжет
Фильм показывает жизнь помещиков в Рождественские праздники. В лютые морозы мальчик Николка с матерью Александрой едет к заболевшему отцу на место службы. По дороге они заезжают в Троице-Сергиеву Лавру, поднимаются на колокольню. На вопрос «какую же надо силу иметь, чтобы это всё зазвонило?», мать ему отвечает: «Да, Николка, только она не в руках, а в душе!». После Лавры мать с Николкой заезжают к родной сестре, которая была замужем за князем Александром Савёловым. По мнению Николки, Савёлов обладал «злобностью и неумолимостью». Там они вместе ужинают и проводят ночь. На следующий день мать оставляет сына у князя Савёлова дождаться её возвращения, но Николка неохотно остаётся у князя Савёлова. Детей учат быть милосердными и добрыми, учат чувствовать сердцем. Князь Савёлов — противник такого подхода к воспитанию. Он считает, что воспитывать необходимо строго, соблюдать правила и поступать разумно. Сюжетная линия переплетается с житием преподобного Сергия Радонежского. Взрослые учат детей не бояться в просьбах к Богу, а со страхом и дерзновением просить Его, учат почитать взрослых, чаще обращаться к Евангелию.

## В ролях[3]
- Наталья Белохвостикова — Екатерина, сестра Александры
- Александр Дерябин-Савёлов — князь Савёлов, муж Екатерины
- Наталья Бондарчук — Александра, жена помещика
- Иван Мурадханов — Николка, сын Александры
- Иван Бурляев — Алёша, сын князя Савёлова
- Николай Бурляев — священник / кучер Ларри
- Михаил Тихонов — отрок Варфоломей
- Александр Кулямин — эпизод

## Съёмочная группа
- Режиссёр — Наталья Бондарчук
- Сценаристы — Наталья Бондарчук, Евгения Рудых, Оксана Стрекова
- Операторы — Марис Мартинсоне, Анатолий Фукс
- Композитор — Владимир Мартынов
- Художник — Феликс Ясюкевич